# چرخ‌ریسوک بنددار
چرخ‌ریسوک بنددار یا چرخ‌ریسوک لگام‌دار (نام علمی: Baeolophus wollweberi)، یک پرنده آوازخوان کوچک، یک پرنده گنجشکسان از خانواده چرخ‌ریسکان است.
این پرندگان از ۱۱٫۵ تا ۱۲٫۷ سانتی‌متر (۴٫۵ تا ۵ اینچ) طول متغیر هستند. کوچک، کاکل‌دار و خاکستری با صورت طرح‌دار سیاه و سفید، پیش‌بند سیاه است. تاج آن با بخش زیرین سیاه و سفید (گاهی خاکستری) پوشیده شده‌است. یک لانه استاندارد بین ۵ تا ۹ تخم مرغ به رنگ سفید، خالدار یا قهوه ای مایل به قرمز متغیر دارد.
زیستگاه ترجیحی آنها مناطق جنگل رودخانه‌ای مخلوط با بلوط یا سرو از کوه‌های شرق و جنوب شرقی آریزونا - (فلات موگولون و کوه‌های سفید آریزونا) و منتهی الیه جنوب غربی نیومکزیکو - (منطقه جزایر آسمان مادریان در شرق صحرای سونورا) در ایالات متحده تا جنوب مکزیک است. آنها در یک سوراخ در یک درخت، یا در یک حفره طبیعی یا گاهی یک لانهٔ قدیمی دارکوب که پیدا می‌شود، لانهای به ارتفاع ۴ تا ۲۸ فوت از زمین می‌سازند. آنها لانه را با مواد نرم می‌پوشانند. معمولاً از فنجان‌های شل از چوب‌پنبه، ساقه، برگ و علف ساخته می‌شود.